# MA De
 (août 2014).
Si vous disposez d'ouvrages ou d'articles de référence ou si vous connaissez des sites web de qualité traitant du thème abordé ici, merci de compléter l'article en donnant les références utiles à sa vérifiabilité et en les liant à la section « Notes et références ».
MA De (en Chinois 马得), né le 22 janvier 1969 à Suzhou en Chine), est un artiste de conception et d’installation et photographe chinois. 

## Biographie
Diplômé de la faculté d’art de l’université de Suzhou, MA De commence à s’engager dans la création d'images conceptuelles depuis 1995. Depuis 2008, l’artiste est entré dans l’univers de la création de l’art d’installation. Il a organisé plusieurs expositions personnelles et aussi a été curateur de plusieurs expositions sur l’art d’installation. À travers ses œuvres, l’artiste essaie d’explorer les liens organiques entre les objets ready-made et l’art d’installation. MA De est toujours capable d’incarner le concept du temps, de l’espace et de la vie dans ses œuvres pour que le spectateur puisse vivre ses propres expériences à travers ses créations. 
En tant de photographe, il a réalisé plusieurs œuvres sous le nom de Danny MA et les a publiées sur la revue professionnelle de photographie suisse Fotoii. À partir de 1999, il a commencé à expérimenter des œuvres sur le sujet « Le temps et la vitesse », représentant du naturel (spontané) pour les objets et les personnages en mouvement. Il essaie de faire un record de vitesse spécifique, laissant l'image trajectoire, contrairement au sens habituel de la photographie et la peinture, et même d'expérience intuitive. Il appartient à un phénomène sur l'importance de l'autoprésentation et un angle spécial de soins humains. C'est dans cette dualité de l'expérience et processus de restauration que les êtres humains atteignent l'autosatisfaction.
Depuis 2007,  il a tenu plusieurs expositions solos d’art installation. : « You and me » en 2008 à Pékin ; « MA's Solo » en 2008 à Shanghai et Pékin. Il était aussi curateur pour l'exposition d’art d’installation de jeunes artistes sino-allemands en 2009. En 2013, le Forum international sur l'art d’installation et contemporain de Chine a été fondé sous son initiative.